# Paulo Rattes
Paulo José Alves Rattes (Petrópolis, 21 de dezembro de 1933 - Rio de Janeiro, 16 de abril de 2014) foi um engenheiro agrônomo, advogado e político brasileiro que foi prefeito de Petrópolis por três vezes.

## Dados biográficos
Filho de José de Moraes Rattes e Noêmia da Costa Alves Rattes. Engenheiro Agrônomo formado em 1955 pela Escola Nacional de Agronomia e advogado formado em 1978 na Faculdade de Direito de Valença. Iniciou sua carreira política no MDB como vice-prefeito de Petrópolis na chapa de Paulo Gratacós, a quem substituiu quando de sua cassação pelos militares em 1969. Após cumprir o restante do mandato foi eleito prefeito da cidade em 1972 e conquistou um mandato de deputado federal em 1978.
Com a restauração do pluripartidarismo ingressou no PMDB e foi eleito prefeito de Petrópolis em 1982 para um mandato de seis anos ao longo do qual foi coordenador da campanha de Moreira Franco ao governo do Rio de Janeiro em 1986, ano em que sua esposa, Ana Maria Rattes, foi eleita deputada federal. Com a eleição de Moreira Franco acumulou por alguns meses a prefeitura com os cargos de Secretário de Governo e Secretário de Assuntos Especiais. Entretanto, por causa de divergências com o vice-prefeito Matheus Soares, Rattes não renunciou ao mandato de prefeito, aceitou o cargo mas não foi oficialmente nomeado de imediato. Por ter acumulado os dois cargos foi, por esta razão, acusado pela oposição de ter abandonado a cidade durante a tragédia climática que causou prejuízos, em 1988, na cidade. O candidato vitorioso na eleição municipal deste ano foi Paulo Monteiro Gratacós, então o mais duro adversário de Paulo Rattes na política municipal; o candidato indicado por Rattes( Adilson Beck) ficou em terceiro lugar.
Pré-candidato a senador em 1990, abdicou da disputa por razões de saúde. Retornou à política como candidato a prefeito de Petrópolis em 1996, mas foi derrotado por Leandro Sampaio (PSDB). Teve como derradeiro cargo público a Secretaria de Governo do Estado do Rio de Janeiro sob o governo de Rosinha Garotinho.
Paulo Rattes morreu na madrugada da sexta-feira de 16 de abril de 2014, de insuficiência cardíaca, no Hospital Pró-Cardíaco, no bairro carioca de Botafogo. O corpo foi velado na sede da prefeitura de Petrópolis, na Avenida Koeler, no Centro Histórico da cidade. Logo após seu corpo foi cremado no Memorial do Carmo do Cemitério do Caju, na cidade do Rio de Janeiro.